# Asker Fotball Kvinner
Asker Fotball Kvinner – kobieca sekcja piłki nożnej norweskiego klubu sportowego Asker Skiklubb, mający siedzibę w mieście Asker, na południu kraju, występujący w latach 1984–2008 z wyjątkiem 2006 w rozgrywkach Toppserien. 

## Historia
Chronologia nazw:
- 1975: Asker Fotball Kvinner
- 2009: Asker Fotball II – po fuzji z Stabæk
- 2013: sekcja rozwiązana
- 2016: Asker/Holmen Fotball Kvinner – po fuzji z Holmen IF Fotball
- 2019: Asker Fotball Kvinner

Kobieca drużyna piłkarska Asker Fotball Kvinner została założona w miejscowości Asker w 1975 roku jako sekcja klubu sportowego Asker Skiklubb. W 1979 klub przystąpił do rozgrywek o Puchar Norwegii oraz początkowo występował w turniejach lokalnych, tak jak oficjalne ogólnokrajowe mistrzostwa rozpoczęto dopiero w 1984 roku. W inauguracyjnym sezonie mistrzostw zespół startował w rozgrywkach 1. divisjon, zajmując drugie miejsce w grupie Østlandet. Również w 1984 po raz pierwszy zdobył Puchar kraju. W następnym sezonie zwyciężył w grupie Østlandet, a potem w turnieju finałowym został sklasyfikowany na drugim miejscu. W sezonie 1987 cztery grupy pierwszej dywizji zostały połączone, a zespół zajął trzecie miejsce. W 1988 zdobył historyczne mistrzostwo kraju, które obronił i w roku następnym. W 1990 i 1991 został zwycięzcą Pucharu kraju. W 1991 również zdobył dublet, wygrywając kolejne mistrzostwo. W 1992 po raz czwarty został mistrzem kraju. W 1998 i 1999 to kolejne złote medale mistrzostw Norwegii, a w 2000 kolejne zwycięstwo w Pucharze Norwegii. W 2005 roku wygrał finał Pucharu, ale co dziwne, zajął dopiero siódmą pozycję w najwyższej dywizji, która w 2000 zmieniła nazwę na Toppserien. Klub nie był w stanie spełnić warunków finansowych licencjonowania w najwyższej lidze i został siłą zdegradowany. Jednak w 2006 roku drużyna od razu awansowała z bardzo solidnym wynikiem, a jednocześnie udało jej się dotrzeć do finału pucharu jako druga drużyna drugoligowa w historii norweskiej kobiecej piłki nożnej (po Medkila IL). W 2008 roku drużynie udało się sięgnąć po brązowy medal. Po zakończeniu sezonu 2008, stało się jasne, że czołowa drużyna Askera została przejęta przez Stabæk i mogła grać na starym stadionie Stabæk Nadderud. Drugi zespół Askera, który w 2008 roku zakwalifikował się do 2. divisjon, przejął rolę Askera. W 2011 zespół zajął 12.miejsce w grupie 1 (Østlandet nord) 2. divisjon i spadł do 3. divisjon. Jednak po roku gry na czwartym poziomie klub zrezygnował z sekcji kobiecej.
Dopiero w 2016 roku, po trzech latach przerwy, kobieca sekcja klubu została reaktywowana. Zespół po fuzji z Holmen IF Fotball z nazwą Asker/Holmen zaczął występy od niższych dywizji, grając od 2016 w grupie Oslo 4. divisjon (D5). Od 2017 roku występował w 3. divisjon lub 4. divisjon. W 2018 grał z nazwą Asker/GUI. W 2023 zaliczył kolejny spadek do 4. divisjon.

## Barwy klubowe, strój, herb, hymn
|  |  |

Klub ma barwy biało-czarne. Piłkarki domowe spotkania zazwyczaj grają w białych koszulkach, czarnych spodenkach oraz białych getrach.

## Sukcesy

### Trofea międzynarodowe
Do chwili obecnej klub jeszcze nigdy nie zakwalifikował się do rozgrywek europejskich.

### Trofea krajowe
| \| \| Zdobyte trofea w rozgrywkach Norwegii (stan na: 31-12-2023) \| |                                                             |      |                                                |
| Rozgrywki                                                            | Osiągnięcie                                                 | Razy | Sezon(y)                                       |
| Mistrzostwo                                                          | I miejsce                                                   | 6    | 1988, 1989, 1991, 1992, 1998, 1999             |
| Mistrzostwo                                                          | II miejsce                                                  | 6    | 1985, 1990, 1994, 1997, 2000, 2002             |
| Mistrzostwo                                                          | III miejsce                                                 | 6    | 1987, 1993, 1996, 2003, 2007, 2008             |
| Puchar                                                               | zdobywca                                                    | 5    | 1984, 1990, 1991, 2000, 2005                   |
| Puchar                                                               | finalista                                                   | 8    | 1985, 1988, 1992, 1993, 2001, 2004, 2006, 2007 |
| II liga                                                              | I miejsce                                                   | 1    | 2006                                           |
| II liga                                                              | II miejsce                                                  | 0    |                                                |
| II liga                                                              | III miejsce                                                 | 0    |                                                |
| Norwegia                                                             | Zdobyte trofea w rozgrywkach Norwegii (stan na: 31-12-2023) |      |                                                |

- 2. divisjon (III poziom):
  - 6.miejsce (1): 2009 (gr. 1 - Østlandet nord)

## Poszczególne sezony

### Rozgrywki międzynarodowe

#### Europejskie puchary
Do 2024 roku klub nie uczestniczył w rozgrywkach europejskich.

### Rozgrywki krajowe
| \| Norwegia \| Bilans występów klubu w rozgrywkach piłkarskich Norwegii (Stan na 31 grudnia 2023 r.) \| \| |                                                                                       |        |       |   |   |   |    |    |     |                      |        |        |      |
| Poziom | Rozgrywki                                                                             | Sezony | Mecze | Z | R | P | B+ | B– | Pkt | Lata                 | Awanse | Spadki | Naj. |
| I | 1. divisjon / Eliteserien / Toppserien                                                | 24     |       |   |   |   |    |    |     | 1984–2005, 2007–2008 | 0      | 2      | 1    |
| II | 2. divisjon / 1. divisjon                                                             | 1      |       |   |   |   |    |    |     | 2006                 | 1      | 0      | 1    |
| III | 3. divisjon / 2. divisjon                                                             | 3      |       |   |   |   |    |    |     | 2009–2011            | 1      | 0      | 6    |
| | Puchar Norwegii                                                                       | 31     |       |   |   |   |    |    |     | 1979–2010            | 0      | 0      | 1    |
| Norwegia                                                                                                   | Bilans występów klubu w rozgrywkach piłkarskich Norwegii (Stan na 31 grudnia 2023 r.) |        |       |   |   |   |    |    |     |                      |        |        |      |

## Piłkarki, trenerzy, prezydenci i właściciele klubu

### Trenerzy
- 1975–1985:  Harald Ramsfjell

...
- 1987–1989:  Hans Knutsen
- 1989:  Eva Amble
- 1990–1993:  Eli Landsem
- 1994–1996:  Kari Nielsen
- 1997–2002:  Eli Landsem
- 2003–2004:  Tomi Markowski
- 2005–2007:  Eli Landsem
- 2008–2009:  Jan Aksel Opsahl Odden

...
- od 2019:  Tore Jan Jordan

## Struktura klubu

### Stadion
Drużyna rozgrywa swoje mecze domowe w Asker na stadionie Føyka, który może pomieścić 2.000 widzów.

## Kibice i rywalizacja z innymi klubami

### Derby
- Kolbotn
- LSK Kvinner
- Røa
- Sprint/Jeløy
- Stabæk
- Vålerenga